# Крутая Осыпь
Крутая Осыпь — посёлок в Тотемском районе Вологодской области.
Входит в состав Вожбальского сельского поселения, с точки зрения административно-территориального деления — в Вожбальский сельсовет.
Расположен при впадении реки Половинный Сивеж в Вожбал. Расстояние по автодороге до районного центра Тотьмы — 60 км, до центра муниципального образования деревни Кудринская — 15 км. Ближайший населённый пункт — Гридинская.
По переписи 2002 года население — 237 человек (119 мужчин, 118 женщин). Преобладающая национальность — русские (96 %).
В посёлке находится станция Пятовской узкоколейной железной дороги, построенной в 1950-е годы. По железной дороге вплоть до 2005 года производилась вывозка леса. По состоянию на 2009 год сохранился только один её участок — от Крутой Осыпи до моста через реку Сондугу (впадающую в Сондужское озеро), он используется жителями посёлка для поездок на мотодрезинах.